# 青山充
青山 充（あおやま みつる、1954年2月16日 - ）は、フリーの男性アニメーター、キャラクターデザイナー。新潟県上越市出身。
1話や1作品の原画を1人で担当する「一人原画」が多いことで知られている。

## 来歴
小さい頃は病弱で『鉄腕アトム』や『8マン』などを漫画の絵を模写していた。漫画は読んでいたもの熱心なマニアではなく、漫画家志望でもなかった。工業高校卒業後は上京し、東洋美術学校でグラフィックデザインを学んだ。学校へ行かなくなりアルバイトをしていた頃に絵を描く仕事をしたいと思い立ち、友人から下請け作画スタジオのスタジオルックを紹介されて業界に入りし、東洋美術学校は中退した。『ポールのミラクル大作戦』の動画を引き受け、1年近く経って24歳頃に原画の担当となった。
1980年の『燃えろアーサー 白馬の王子』『がんばれ元気』の頃にスタジオルックにいた清山滋崇と佐々木正広に誘われて、3年ほど在籍したルックからスタジオアトンへ移籍。この頃に原画を担当した『がんばれ元気』は自身の仕事の土台になっており、一番思い出に残ってる作品だという。
1981年10月放送の『ぼくらマンガ家 トキワ荘物語』の頃にはフリーに。
1983年の『ベムベムハンターこてんぐテン丸』第15話「人形にされたヨーコちゃん」で初のテレビアニメシリーズの作画監督を担当した。30分アニメ1話分の原画を1人で描くようになったのは同作からである。
1984年の『とんがり帽子のメモル』以降、朝日放送制作日曜朝8時30分枠のアニメの東映動画作品で作画監督や原画を担当し続けており、フリーの立場で東映動画に机を置いて毎朝出勤して、東映とは専属のような形で仕事をしている。1987年の『ビックリマン』では初のキャラクターデザインを担当し、東映の歴代ビックリマンシリーズ全てでキャラデザインを務めた。その後も『GS美神』でもキャラクターデザインを担当するなど、同枠には2025年の『キミとアイドルプリキュア♪』まで参加し続けている。
映画『プリキュアオールスターズDX』シリーズ3作では大塚隆史監督の希望で作画監督に起用された。

## 人物
兄がおり次男である。
『とんがり帽子のメモル』の頃から少女ものを手がけることが多くなり、プリキュアシリーズなど2000年代以降は仕事のメインとなったが、自身は少女ものが得意ではなくむしろ嫌いで少年ものが好きであるという。フリーになった頃に家庭を持ち、それからは生活を第一にして作品の好き嫌いがあったとしても日曜朝の枠の仕事を真面目にやって、同じ時間帯の仕事を長く続けることを幸せと感じている。読書や映画鑑賞をすることはあるが、仕事人間であることを自認している。
2010年のインタビューでは後10年出来ればと語っており、2022年時点のインタビューでは引退については大分前から考えているがとりあえず70歳まではやろうと抱負を語った（インタビュー時68歳）。

## 参加作品

### テレビアニメ
1976年
- ポールのミラクル大作戦（1976年 - 1977年、原動画）

1977年
- 一発貫太くん（1977年 - 1978年、原動画）
- 家なき子（1977年 - 1978年、動画）

1978年
- 銀河鉄道999（1978年 - 1981年、原画）

1979年
- ドカベン（作画）
- あしたの勇者たち（原画）

1980年
- がんばれ元気（1980年 - 1981年、原画）
- 燃えろアーサー 白馬の王子（原画）

1981年
- タイガーマスク二世（1981年 - 1982年、原画）

1983年
- ベムベムハンターこてんぐテン丸（作画監督）

1984年
- とんがり帽子のメモル（1984年 - 1985年、作画監督・原画）

1985年
- はーいステップジュン（1985年 - 1986年、作画監督）
- 三国志（原画）

1986年
- メイプルタウン物語（1986年 - 1987年、作画監督・原画）
- 三国志II 天翔ける英雄たち（原画）

1987年
- 新メイプルタウン物語 パームタウン編（作画監督・原画）
- ビックリマンシリーズ（1987年 - 2007年）
  - ビックリマン（1987年 - 1989年、キャラクターデザイン・作画監督）
  - 新ビックリマン（1989年 - 1990年、キャラクターデザイン・作画監督）
  - スーパービックリマン（1992年 - 1993年、キャラクターデザイン・作画監督・原画）
  - 祝!(ハピ☆ラキ)ビックリマン（2006年 - 2007年、キャラクターデザイン・原画）

1990年
- まじかる☆タルるートくん（1990年 - 1992年、作画監督）
- ガジェット警部（原画）

1991年
- きんぎょ注意報!（1991年 - 1992年、作画監督・原画）

1993年
- GS美神（1993年 - 1994年、キャラクターデザイン・作画監督・原画）

1994年
- ママレード・ボーイ（1994年 - 1995年、作画監督・原画）

1995年
- ご近所物語（1995年 - 1996年、作画監督）

1996年
- 花より男子（1996年 - 1997年、作画監督・原画）
- 地獄先生ぬ〜べ〜（原画）

1997年
- 夢のクレヨン王国（1997年 - 1999年、作画監督）

1998年
- 春庭家の3人目（作画監督）
- 遊☆戯☆王（原画）

1999年
- おジャ魔女どれみシリーズ（1999年 - 2003年）
  - おジャ魔女どれみ（1999年 - 2000年、作画監督・原画）
  - おジャ魔女どれみ#（2000年 - 2001年、作画監督・原画）
  - も〜っと!おジャ魔女どれみ（2001年 - 2002年、作画監督・原画）
  - おジャ魔女どれみドッカ〜ン!（2002年 - 2003年、作画監督・原画）

2003年
- 明日のナージャ（2003年 - 2004年、作画監督・原画）

2004年
- プリキュアシリーズ（2004年 - 2025年）
  - ふたりはプリキュア（2004年 - 2005年、作画監督・原画）
  - ふたりはプリキュア Max Heart（2005年 - 2006年、作画監督・原画）
  - ふたりはプリキュア Splash Star（2006年 - 2007年、作画監督・原画）
  - Yes!プリキュア5（2007年 - 2008年、作画監督・原画）
  - Yes!プリキュア5GoGo!（2008年 - 2009年、作画監督・原画）
  - フレッシュプリキュア!（2009年 - 2010年、作画監督・原画）
  - ハートキャッチプリキュア!（2010年 - 2011年、作画監督・原画）
  - スイートプリキュア♪（2011年、作画監督・原画）
  - スマイルプリキュア!（2012年、作画監督・原画）
  - ドキドキ!プリキュア（2013年、作画監督・原画）
  - ハピネスチャージプリキュア!（2014年、作画監督・原画）
  - Go!プリンセスプリキュア（2015年、作画監督・原画）
  - 魔法つかいプリキュア!（2016年 - 2017年、作画監督・原画）
  - キラキラ☆プリキュアアラモード（2017年 - 2018年、作画監督・原画）
  - HUGっと!プリキュア（2018年、作画監督・原画）
  - スター☆トゥインクルプリキュア（2019年、作画監督・原画）
  - ヒーリングっど♥プリキュア（2020年、作画監督・原画）
  - トロピカル〜ジュ!プリキュア（2021年、作画監督・原画）
  - デリシャスパーティ♡プリキュア（2022年、作画監督・原画）
  - ひろがるスカイ!プリキュア（2023年、作画監督・原画）
  - わんだふるぷりきゅあ!（2024年、作画監督・原画）
  - キミとアイドルプリキュア♪（2025年、作画監督・原画）

2005年
- 冒険王ビィト エクセリオン（2005年 - 2006年、原画）

2008年
- 墓場鬼太郎（原画）

2012年
- 探検ドリランド（原画）

2013年
- ONE PIECE エピソードオブメリー 〜もうひとりの仲間の物語〜（原画）

2014年
- 金田一少年の事件簿R（原画）

### 劇場アニメ
1982年
- 1000年女王（作画監督補佐・原画）
- わが青春のアルカディア（作画監督補佐）

1983年
- 宇宙戦艦ヤマト 完結編（作画監督補・原画）

1987年
- チロヌップのきつね（原画）
- 新メイプルタウン物語 パームタウン編 こんにちは!新しい町（作画監督・原画）

1988年
- 劇場版ビックリマン
  - 第一次聖魔大戦（キャラクターデザイン、作画監督）
  - 無縁ゾーンの秘宝（作画監督）

1991年
- とべ!くじらのピーク（原画）

1992年
- 三国志シリーズ（1992年 - 1994年、原画）
  - 第一部・英雄たちの夜明け（1992年）
  - 完結編・遥かなる大地（1994年）

- ろくでなしBLUES（原画）

1994年
- Dr.スランプ アラレちゃん ほよよ!!助けたサメに連れられて…（原画）
- GS美神 極楽大作戦!!（作画監督・原画）

1996年
- ドラゴンボール 最強への道（原画）
- ゲゲゲの鬼太郎 大海獣（原画）
- 金田一少年の事件簿（原画）

2005年
- 映画 ふたりはプリキュア Max Heart（作画監督・原画）
- ONE PIECE THE MOVIE オマツリ男爵と秘密の島（原画）

2007年
- 映画 Yes!プリキュア5 鏡の国のミラクル大冒険!（原画）

2009年
- 映画 プリキュアオールスターズDX みんなともだちっ☆奇跡の全員大集合!（キャラクターデザイン・作画監督・原画）

2010年
- 映画 プリキュアオールスターズDX2 希望の光☆レインボージュエルを守れ!（キャラクターデザイン・作画監督・原画）
- 映画 ハートキャッチプリキュア! 花の都でファッションショー…ですか!?（作画監督補・原画）

2011年
- 映画 プリキュアオールスターズDX3 未来にとどけ! 世界をつなぐ☆虹色の花（キャラクターデザイン・作画監督）

2012年
- 映画 プリキュアオールスターズNewStage みらいのともだち（キャラクターデザイン・作画監督）

2013年
- 映画 プリキュアオールスターズNewStage2 こころのともだち（キャラクターデザイン・作画監督）

2014年
- 映画 プリキュアオールスターズNewStage3 永遠のともだち（キャラクターデザイン・作画監督）

2015年
- 映画 プリキュアオールスターズ 春のカーニバル♪（キャラクターデザイン・作画監督）
- 映画 Go!プリンセスプリキュア Go!Go!!豪華3本立て!!! パンプキン王国のたからもの（原画）

2016年
- 映画 プリキュアオールスターズ みんなで歌う♪奇跡の魔法!（キャラクターデザイン・作画監督・原画）
- ポッピンQ（原画）

2020年
- 魔女見習いをさがして（原画)

2023年
- 鬼太郎誕生 ゲゲゲの謎（原画）

### OVA
1991年
- BE-BOP HIGHSCHOOL 海賊版シリーズ（1991年 - 1993年）
  - BE-BOP HIGHSCHOOL 海賊版（1991年、キャラクターデザイン・作画監督）
  - BE-BOP HIGHSCHOOL 海賊版2 十代の性典（1992年、キャラクターデザイン・作画監督）
  - BE-BOP HIGHSCHOOL 海賊版3 完結編（1993年、キャラクターデザイン・作画監督）

1996年
- ヤンキー烈風隊6 血の決着!遠州血゛獄一家（原画）

2001年
- も〜っと!おジャ魔女どれみ ママといっしょに おしえて♪ももちゃん おやつクッキング（作画監督）

2004年
- Re:キューティーハニー（原画）
- おジャ魔女どれみナ・イ・ショ（作画監督・原画）